# Heizmannia reidi
Heizmannia reidi är en tvåvingeart som beskrevs av Mattingly 1957. Heizmannia reidi ingår i släktet Heizmannia och familjen stickmyggor. Inga underarter finns listade i Catalogue of Life.